# Expurse of Sodomy
Expurse Of Sodomy és un EP de la banda alemanya de thrash metal Sodom, publicat l'octubre de 1987. La cançó «Sodomy & Lust» ha estat interpretada per bandes com Cradle of Filth.

## Llista de cançons
- 1. "Sodomy and Lust" – 5:10
- 2. "The Conqueror" – 3:38
- 3. "My Atonement" – 6:02

## Crèdits
- Tom Angelripper Such – Veu, baix
- Frank Blackfire Gosdzik – Guitarra
- Chris Witchhunter Dudek – Bateria
- Bernhard Crossberger – Coberta